# Isothecium striatulum
Isothecium striatulum là một loài rêu trong họ Brachytheciaceae. Loài này được Spruce Kindb. mô tả khoa học đầu tiên năm 1894.